# Jorge Benguché
Jorge Benguché, né le 21 mai 1996 à Olanchito, est un footballeur international hondurien. Il joue au poste d'attaquant au CD Olimpia.

## Biographie

### En club
Il fait ses débuts avec le CD Olimpia le 12 octobre 2014, contre le CD Victoria (victoire 3-0) en entrant à la cinquante-sixième minute à la place d'Anthony Lozano, et il marque son premier but seulement huit minutes plus tard.
Le 7 août 2015, il est prêté au Juticalpa FC. Il joue son premier match deux jours après contre le Real España (victoire à domicile 2-0).
Le 9 janvier 2018, il rejoint Lobos UPNFM pour un prêt d'une année. Il commence le 28 janvier contre le CDS Vida (victoire à domicile 2-1). Il inscrit son premier but le 7 février dans le stade du Real España (victoire 0-1).
Le 25 octobre 2019, il se met en évidence en étant l'auteur d'un doublé lors des demi-finales de la Ligue de la CONCACAF face au Deportivo Saprissa.
Le 11 mars 2020, il inscrit un but lors des quarts de finale de la Ligue des champions de la CONCACAF, contre l'Impact de Montréal.
Le 17 août 2020, il est de nouveau prêté au Boavista FC. Il débute avec le club le 19 septembre contre le CD Nacional (match nul 3-3). Il marque son unique but le 12 décembre contre le GD Estoril (défaite 2-1) en coupe du Portugal, lors du quatrième tour.

### En équipe nationale
Il fait ses débuts en sélection le 6 septembre 2019, lors de la victoire (4-0) contre le Porto Rico. Il débute la rencontre comme titulaire et se met en évidence en iscrivant deux buts, avant d'être remplacé à la soixante-quatorzième minute par Alberth Elis.
Il participe ensuite à la Ligue des nations de la CONCACAF 2019-2020. Il joue deux matchs lors de ce tournoi, qui voit le Honduras se classer troisième, en battant le Costa Rica lors de la « petite finale », après une séance de tirs au but.
Avec la sélection olympique, il participe aux Jeux olympiques d'été de 2020, organisés lors de l'été 2021 à Tokyo. Lors du tournoi olympique, il joue deux matchs. Avec un bilan d'une victoire et deux défaites, le Honduras est éliminé dès le premier tour.

## Palmarès
- Vainqueur de la Ligue de la CONCACAF en 2017 avec le CD Olimpia
- Champion du Honduras en 2015 (Clausura), 2016 (Clausura) et 2019 (Apertura) avec le CD Olimpia